# Basilikum (Gattung)
Die Pflanzengattung Basilikum (Ocimum) gehört zur Familie der Lippenblütler (Lamiaceae). Die etwa 60 Arten sind in den Tropen und Subtropen verbreitet. Einige Arten und ihre Sorten werden weltweit angebaut. Basilikum bezeichnet sowohl die Gattung Ocimum wie auch die bekannteste Art Ocimum basilicum, das in Europa als Gewürz verwendete Basilikum. Mindestens sieben der Basilikum-Arten finden eine Verwendung in der Küche, Medizin und Religion.

## Beschreibung

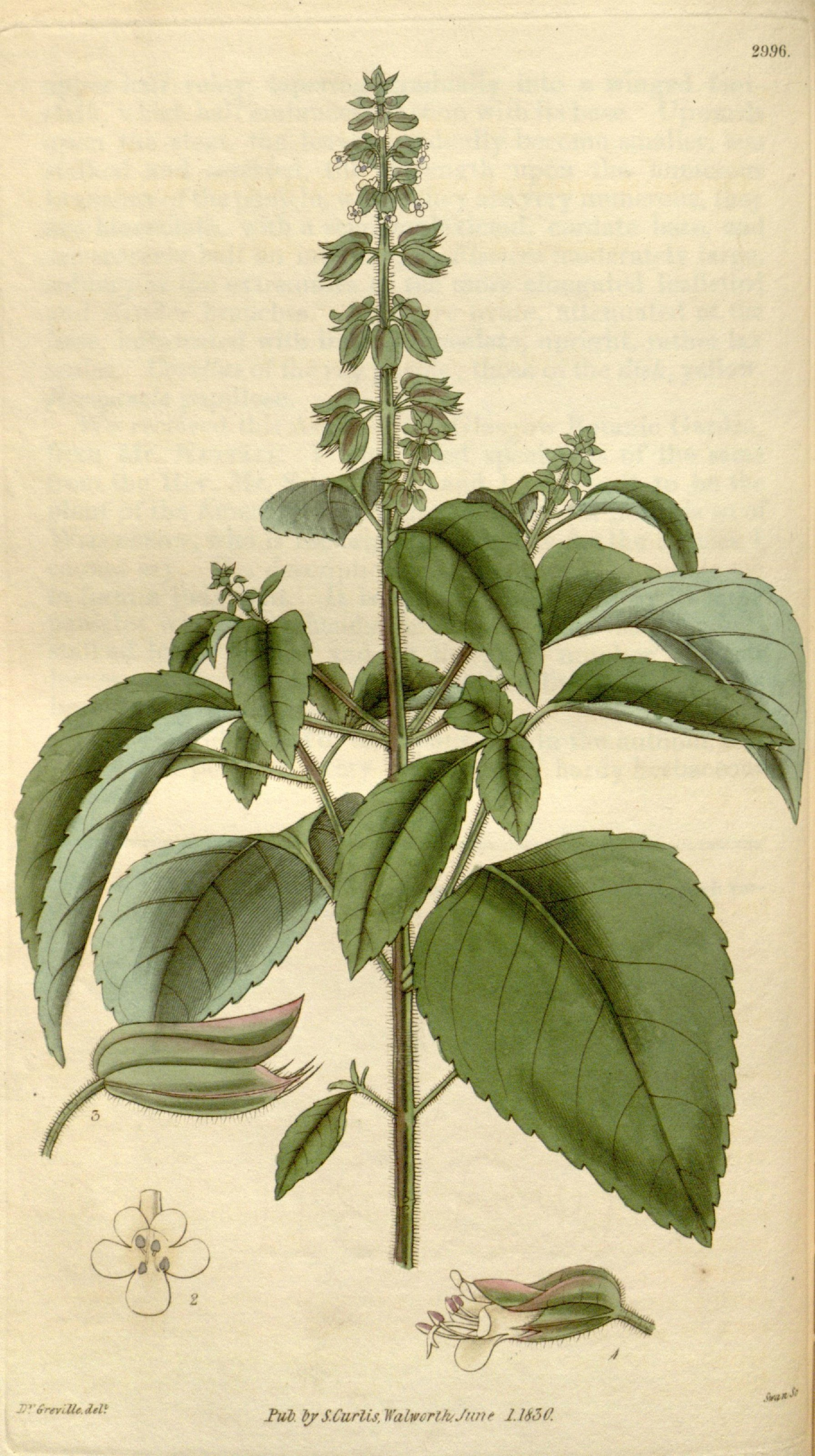
Illustration aus Curtis’s Botanical Magazine von Ocimum campechianum

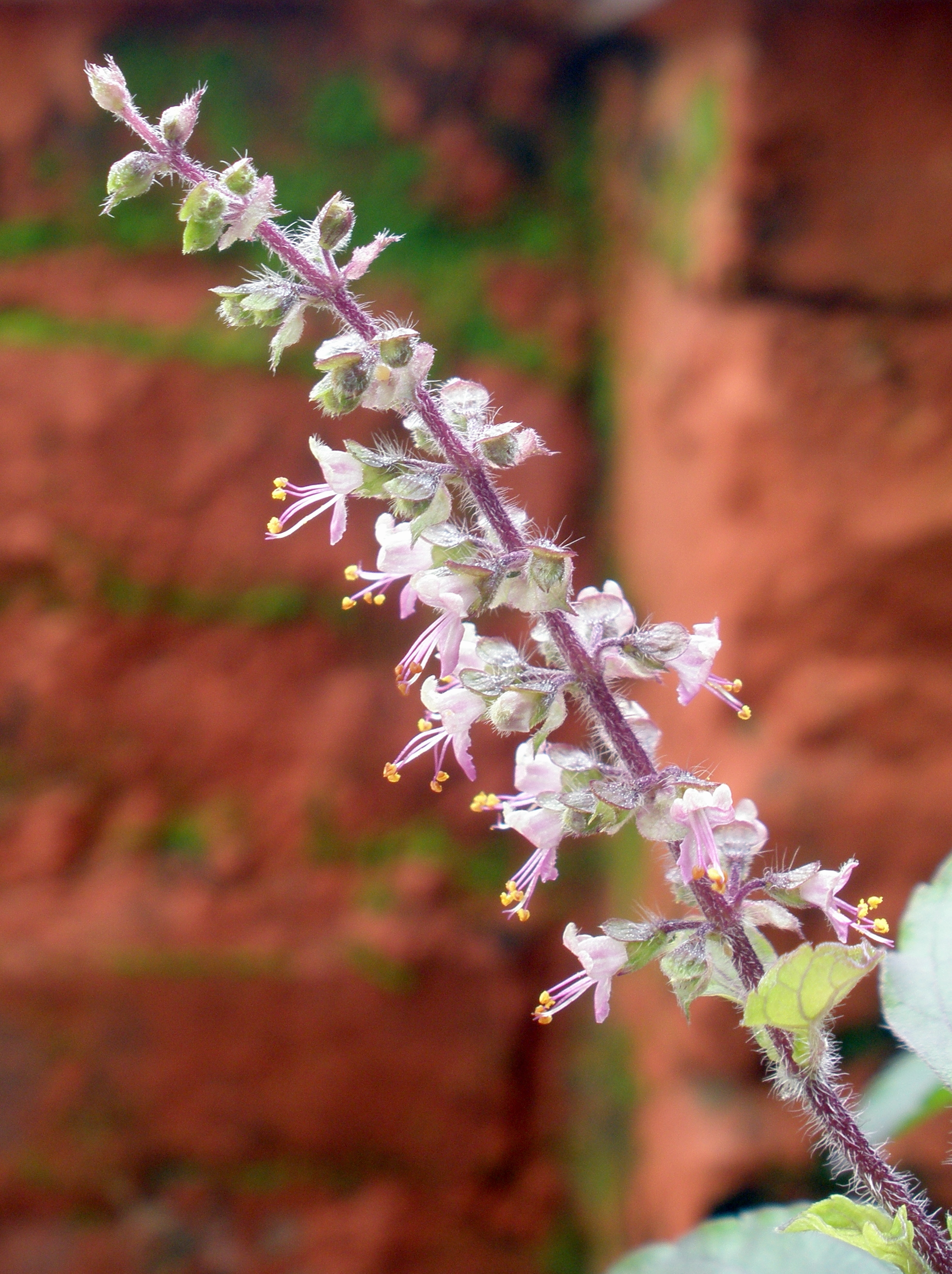
Blütenstand des Indischen Basilikum (Ocimum tenuiflorum)

### Vegetative Merkmale
Bei Basilikum-Arten handelt es sich um immergrüne, krautige Pflanzen oder Halbsträucher und Sträucher mit aromatischem Geruch. Meist sind alle Pflanzenteile behaart, nur die Blattspreite ist es oft nicht. Junge Stängel sind oft vierkantig.
Die gegenständig angeordneten Laubblätter sind in Blattstiel und Blattspreite gegliedert. Die Blattspreiten sind einfach. Die Blattränder sind glatt bis gezähnt. Nebenblätter fehlen.

### Generative Merkmale
In den ährigen Blütenständen sind meist viele Scheinquirle angeordnet, die je zwei bis drei, selten zehn Blüten enthalten. Die kleinen ganzrandigen, gestielten Tragblätter werden bald abgeworfen.
Die zwittrigen Blüten sind zygomorph und fünfzählig mit doppelter Blütenhülle. Die fünf Kelchblätter sind zu einem röhrigen bis glockenförmigen Blütenkelch verwachsen, der kahl oder gelegentlich leicht behaart ist und sich während der Fruchtbildung vergrößert. Er ist oft zweilippig, wobei die Oberlippe dreizähnig und die Unterlippe zweizähnig ist. Die fünf Kronblätter sind verwachsen. Die Krone ist zweilippig. Die vier Staubblätter sind mit der Krone verwachsen, aber untereinander frei; die äußeren zwei sind etwas länger als die inneren zwei. Die Staubbeutel sind ei- bis nierenförmig. Zwei Fruchtblätter sind zu einem oberständigen Fruchtknoten verwachsen, er ist durch eine falsche Scheidewand in vier Kammern geteilt. Der Griffel ist länger als die Staubblätter und endet in einer zweilippigen Narbe.
Die ei- bis kugelförmigen Klausen werden im feuchten Zustand klebrig.

## Inhaltsstoffe
Die meisten Basilikum-Arten enthalten in ihren Blättern 0,3 bis 1,5 Prozent Öl. Arten mit hohem Ölgehalt (über drei Prozent) sind Ocimum gratissimum und Ocimum kilimandscharicum. Zu den Inhaltsstoffen des aus den Blättern gewonnenen ätherischen Öls siehe Basilikumöl. Zusammenfassend können je nach Art, Erntezeitpunkt und Herkunft Linalool, Estragol oder Campher die Hauptbestandteile sein. In den Blättern sind außer Kohlenhydraten und Protein Vitamin A und Vitamin C enthalten, zusätzlich Oleanolsäure und Ursolsäure.
Aus den Samen verschiedener Basilikum-Arten gewinnt man durch Kaltpressung Öl, das unterschiedliche Anteile an Linolsäure, Linolensäure und Ölsäure aufweist. Die Ausbeute beträgt etwa 20 Prozent.

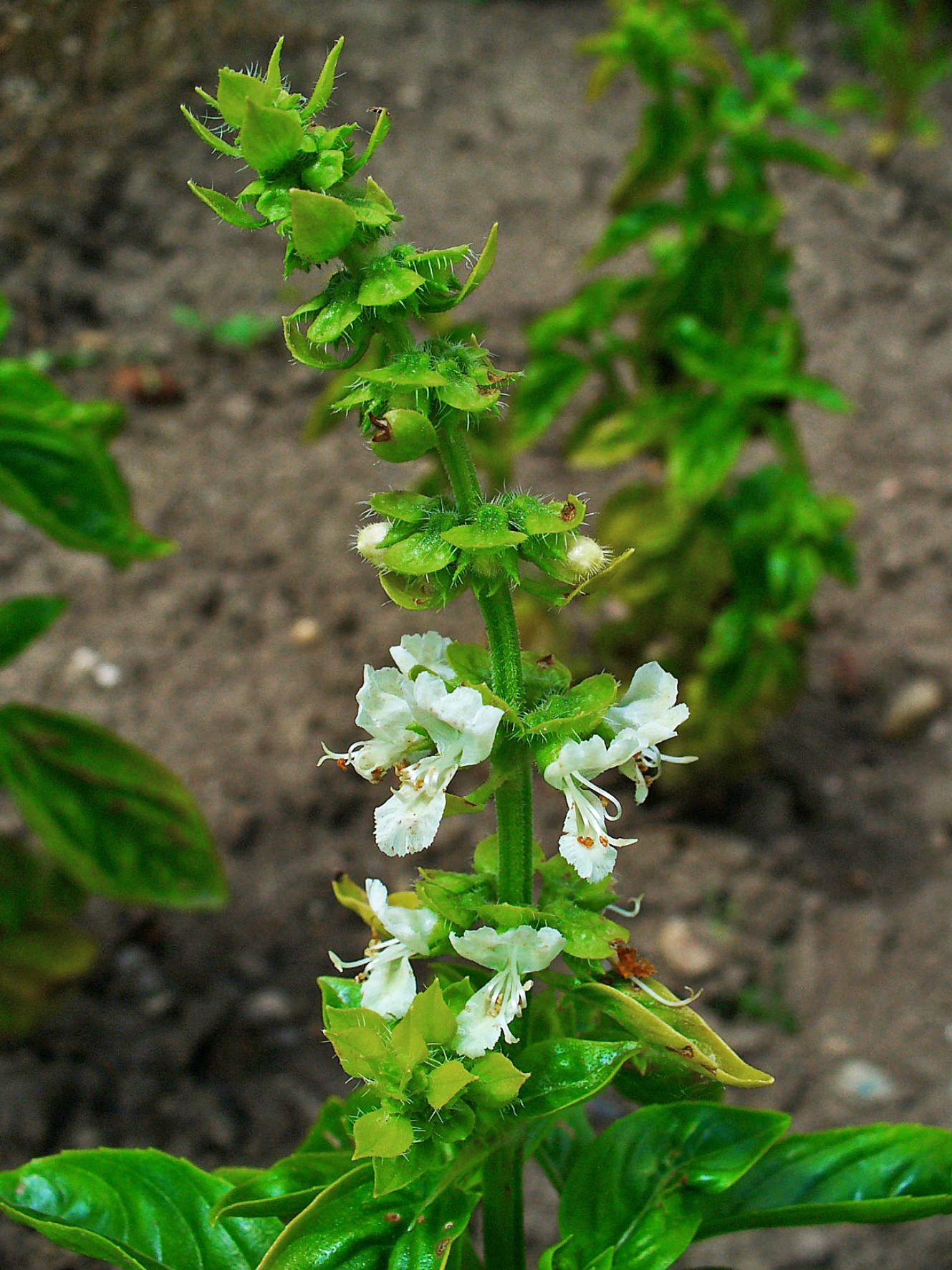
Blütenstand des Basilikum (Ocimum basilicum)

## Verwendung
Mehrere Basilikumarten finden eine ökonomische Verwendung durch den Menschen. Insbesondere die Arten Ocimum americanum, Ocimum basilicum, Ocimum ×citriodorum, Ocimum gratissimum, Ocimum kilimandscharicum. Ocimum minimum und Ocimum tenuiflorum werden teilweise seit 3000 Jahren zum Zweck der Ölgewinnung (siehe Basilikumöl), als Gemüse, Gewürz oder Zierpflanze (O. americanum) angebaut.
Basilikum, insbesondere Ocimum basilicum, wurde in Antike und Mittelalter als Heilpflanze eingesetzt, etwa gegen Kopfschmerzen und bei Tränenfisteln.
Indisches Basilikum ist wichtiger Bestandteil der traditionellen indischen Heilkunst Ayurveda und wird inzwischen in Mitteleuropa als Heiltee verkauft. Es eignet sich aber auch zum Vertreiben von Insekten.
Das Basilikum hat in verschiedenen Gebieten der Erde auch religiösen Charakter. Indien ist hierfür ein Beispiel. Nach hinduistischer Vorstellung ist die Tulsi-Pflanze Indisches Basilikum dem Gott Vishnu geweiht. Das Kraut symbolisiert ihn, seinen Avatara Krishna oder seine Frau Lakshmi. Auch in der griechisch-lateinischen Antike wurde die Gottheit (zur „Heilkraftverstärkung“) heranzogen.

## Trivialnamen
Der Trivialname Basilikum (im Mittelalter auch Basilicon) stammt vom griechischen basilikos und bedeutet „königlich“, wohl wegen des würzigen, edlen Duftes. Bereits im Mittelalter war der Gattungsname Ocimum (als Ozimum) bekannt. Thai-Basilikum ist keine genau definierte Pflanzenart, sondern die Bezeichnung für ein Gewürz, das Ocimum basilicum, Ocimum ×citriodorum und Ocimum tenuiflorum enthalten kann.

## Systematik
Die Gattung Ocimum wurde durch Carl von Linné aufgestellt. Der botanische Gattungsname Ocimum leitet sich von altgriechisch ὤκιμον ōkimon, von indogermanisch ok- (‚scharf‘ in Bezug auf den Geruch der Pflanze), ab. Synonyme für Ocimum L. sind Becium Lindl., Hyperaspis Briq., Nautochilus Bremek., Erythrochlamys Gürke. Die Gattung Ocimum gehört zur Tribus Ocimeae in der Unterfamilie Nepetoideae innerhalb der Familie der Lamiaceae.
| - Ocimum albostellatum (Verdc.) A.J.Paton: Die Heimat ist Tansania bis Sambia. - Amerikanisches Basilikum (Ocimum americanum L., Syn.: Ocimum canum Sims): Es ist in der Paläotropis verbreitet. - Ocimum amicorum A.J.Paton: Die Heimat ist das westliche Tansania. - Ocimum angustifolium Benth.: Es ist von Kenia bis Südafrika verbreitet. - Basilikum oder Basilienkraut (Ocimum basilicum L.): Es ist im tropischen und subtropischen Asien verbreitet. - Ocimum burchellianum Benth.: Sie kommt nur in der südafrikanischen Provinz Ostkap vor. - Peruanisches Basilikum (Ocimum campechianum Mill., Syn.: Ocimum micranthum Mill.): Es ist in der Neotropis verbreitet. - Ocimum canescens A.J.Paton: Die Heimat ist Tansania. - Ocimum carnosum (Spreng.) Link & Otto ex Benth. (Syn.: Ocimum selloi Benth.): Das Verbreitungsgebiet reicht von Mexiko über das nördliche Venezuela und Brasilien bis Argentinien. - Ocimum centraliafricanum R.E.Fr.: Die Heimat reicht von Tansania bis Simbabwe. - Ocimum circinatum A.J.Paton: Die Heimat ist Äthiopien und Somalia. - Ocimum coddii (S.D.Williams & K.Balkwill) A.J.Paton: Sie kommt nur in der südafrikanischen Provinz Mpumalanga vor. - Ocimum cufodontii (Lanza) A.J.Paton: Die Heimat ist Äthiopien, Somalia und Kenia. - Ocimum dambicola A.J.Paton: Die Heimat ist Tansania bis Sambia. - Ocimum decumbens Gürke: Es ist in Zentral-, Ostafrika und im südlichen Afrika verbreitet. - Ocimum dhofarense (Sebald) A.J.Paton: Dieser Endemit kommt nur im Oman vor. - Ocimum dolomiticola A.J.Paton: Sie kommt nur in der südafrikanischen Provinz Limpopo und Eswatini vor. - Ocimum ellenbeckii Gürke: Die Heimat ist das südliche Äthiopien und die Demokratische Republik Kongo. - Ocimum ericoides (P.A.Duvign. & Plancke) A.J.Paton: Die Heimat ist die südliche Demokratische Republik Kongo. - Ocimum filamentosum Forssk.: Das Verbreitungsgebiet reicht von Äthiopien bis ins südliche Afrika und Sri Lanka. - Ocimum fimbriatum Briq.: Das Verbreitungsgebiet reicht vom tropischen südlichen Afrika bis Tansania. - Ocimum fischeri Gürke: Die Heimat ist Kenia und Tansania. - Ocimum formosum Gürke:; Die Heimat ist Äthiopien. - Ocimum forskoelei Benth. (Syn.: Ocimum menthifolium Hochst. ex Benth.): Das Verbreitungsgebiet reicht von Ägypten bis Kenia und Angola und zur Arabischen Halbinsel. - Ocimum fruticosum (Ryding) A.J.Paton: Die Heimat ist Somalia. - Ocimum grandiflorum Lam.: Es ist im östlichen und nordöstlichen Afrika verbreitet. - Baum-Basilikum oder Afrikanisches Basilikum (Ocimum gratissimum L.): Es ist in der Paläotropis verbreitet. - Ocimum hirsutissimum (P.A.Duvign.) A.J.Paton: Die Heimat ist die südliche Demokratische Republik Kongo. - Ocimum irvinei J.K.Morton: Die Heimat reicht von der Elfenbeinküste bis Kamerun. - Ocimum jamesii Sebald: Heimat ist Äthiopien und Somalia. - Ocimum kenyense Ayob. ex A.J.Paton: Die Heimat ist Kenia und Tansania. - Kampfer-Basilikum (Ocimum kilimandscharicum Gürke): Das Verbreitungsgebiet ist Ostafrika. - Ocimum labiatum (N.E.Br.) A.J.Paton: Es ist von Mosambik bis Südafrika verbreitet. - Ocimum lamiifolium Hochst. ex Benth.: Die Heimat ist Kamerun bis Eritrea und Sambia. - Ocimum masaiense Ayob. ex A.J.Paton: Die Heimat ist Kenia. - Ocimum mearnsii (Ayob. ex Sebald) A.J.Paton: Es ist im tropischen Ostafrika verbreitet. - Ocimum metallorum (P.A.Duvign.) A.J.Paton: Die Heimat ist die südliche Demokratische Republik Kongo. - Griechisches Basilikum oder Busch-Basilikum (Ocimum minimum L.): Die Heimat ist das südliche Indien und Sri Lanka. - Ocimum minutiflorum (Sebald) A.J.Paton: Es ist von Uganda bis zum nördlichen Sambia verbreitet. - Ocimum mitwabense (Ayob.) A.J.Paton: Die Heimat ist die südliche Demokratische Republik Kongo. - Ocimum monocotyloides (Plancke ex Ayob.) A.J.Paton: Die Heimat ist die südliche Demokratische Republik Kongo. - Ocimum motjaneanum McCallum & K.Balkwill: Sie kommt nur in Eswatini vor. - Ocimum natalense Ayob. ex A.J.Paton: Es ist von Mosambik bis KwaZulu-Natal verbreitet. - Ocimum nudicaule Benth.: Es ist von Brasilien bis zum nordöstlichen Argentinien verbreitet. - Ocimum nummularia (S.Moore) A.J.Paton: Die Heimat ist Somalia. - Ocimum obovatum E.Mey. ex Benth. (Syn.: Ocimum heckmannianum Gürke): Es ist im tropischen und südlichen Afrika sowie Madagaskar verbreitet. - Ocimum ovatum Benth.: (Syn.: Ocimum hassleri Briq.; Ocimum neurophyllum Briq.): Es ist von Brasilien bis zum nordöstlichen Argentinien verbreitet. - Ocimum pseudoserratum (M.R.Ashby) A.J.Paton: Sie kommt nur in der südafrikanischen Provinz Limpopo vor. - Ocimum pyramidatum (A.J.Paton) A.J.Paton: Sie kommt nur im westlichen Tansania vor. - Ocimum reclinatum (S.D.Williams & M.Balkwill) A.J.Paton: Es ist vom südlichen Mosambik bis KwaZulu-Natal verbreitet. - Ocimum serpyllifolium Forssk.: Die Heimat ist das nördliche Somalia und die Arabische Halbinsel. - Ocimum serratum (Schltr.) A.J.Paton: Die Heimat sind die südafrikanischen Provinzen KwaZulu-Natal sowie Mpumalanga. - Ocimum somaliense Briq.: Dieser Endemit kommt nur im östlichen Äthiopien vor. - Ocimum spectabile (Gürke) A.J.Paton: Die Heimat ist Äthiopien bis Tansania. - Ocimum spicatum Deflers: Das Verbreitungsgebiet ist Äthiopien bis zum nördlichen Kenia und der Jemen. - Indisches Basilikum oder Heiliges Basilikum oder Tulsi (Ocimum tenuiflorum L., Syn.: Ocimum sanctum L.): Es ist im tropischen und subtropischen Asien und in Australien verbreitet. - Ocimum transamazonicum C.Pereira: Es ist in Brasilien verbreitet. - Ocimum tubiforme (R.D.Good) A.J.Paton: Die Heimat sind die südafrikanische Provinzen Limpopo sowie Mpumalanga. - Ocimum urundense Robyns & Lebrun: Die Heimat reicht von Burundi bis zum westlichen Tansania. - Ocimum vandenbrandei (P.A.Duvign. & Plancke ex Ayob.) A.J.Paton: Sie kommt nur im südlichen Teil der Demokratische Republik Kongo vor. - Ocimum vanderystii (De Wild.) A.W.Hill: Die Heimat reicht von der Republik Kongo bis zum westlichen Sambia. - Ocimum verticillifolium Baker: Die Heimat ist Äthiopien und Somalia. - Ocimum viphyense A.J.Paton: Die Heimat ist das nördliche Malawi und das nördliche Sambia. - Ocimum waterbergense (S.D.Williams & K.Balkwill) A.J.Paton: Sie kommt nur in der südafrikanischen Provinz Limpopo vor. Und die Hybriden (Auswahl): - Limonenbasilikum (Ocimum ×africanum Lour. = Ocimum americanum × Ocimum basilicum, Syn.: Ocimum ×citriodorum Vis.): Sie kommt in den Tropen und Subtropen der Alten Welt vor. - Ocimum kilimandscharicum × Ocimum basilicum, beispielsweise mit der Sorte ‘African Blue’ |